# Chrysler F-58
Der Chrysler F-58 war ein PKW der unteren Mittelklasse, den Chrysler in Detroit im Modelljahr 1926 herstellte. Er wurde dem mittelgroßen Modell Chrysler G-70 zur Seite gestellt. Die Konstruktion wurde von einem auslaufenden Modell der Vorgängerfirma Maxwell-Chalmers übernommen.
Der Wagen besaß einen seitengesteuerten 4-Zylinder-Reihenmotor mit 3045 cm³ Hubraum, der 38 bhp (28 kW) Leistung abgab. Über eine Einscheiben-Trockenkupplung und ein Dreiganggetriebe mit Mittelschaltung wurden die Hinterräder angetrieben. Zunächst waren nur die Hinterräder mit mechanischen Bremsen versehen, bei späteren Ausführungen wurden alle vier Räder hydraulisch gebremst. Es wurden fünf verschiedene Karosserien angeboten, die dem mittelgroßen Schwestermodell ähnlich sahen.
Im Folgejahr ersetzte die Serie 50 den F-58 nach 81.089 Exemplaren.

## Quelle
- Beverly R. Kimes, Henry A. Clark: Standard Catalog of American Cars 1805–1942. Krause Publications, Iola 1985, ISBN 0-87341-045-9.